# Джеймс Планкетт
Джеймс Планкетт (англ. James Plunkett, справжнє ім'я Джеймс Планкетт Келлі; нар. 1920 — пом. 2003) — ірландський письменник, романіст і новеліст.
Народився в Дубліні, з сімнадцяти років почав працювати клерком газової компанії, став активним учасником профспілкового руху. В 40-і рр. займав офіційні посади в «Спілці ірландських робітників», де на нього великий вплив мав відомий керівник Дублінського страйку 1913 р. Джім Ларкін. Перші оповідання були опубліковані на початку 40-х рр. вв ж. «Белл». Збірку «Довірливі і скалічені» було визнано однією з найкращих книжок 1958 року. Романи Д. Планкетта «Збурене місто» (1969) і «Прощавайте, товариші» (1977) відтворюють широку картину ірландського суспільства від 10-х рр. до кінця другої світової війни. Помер у 2003.
The Plain People (1977) Прості люди.